# La Casa Blanca (Palma de Mallorca)

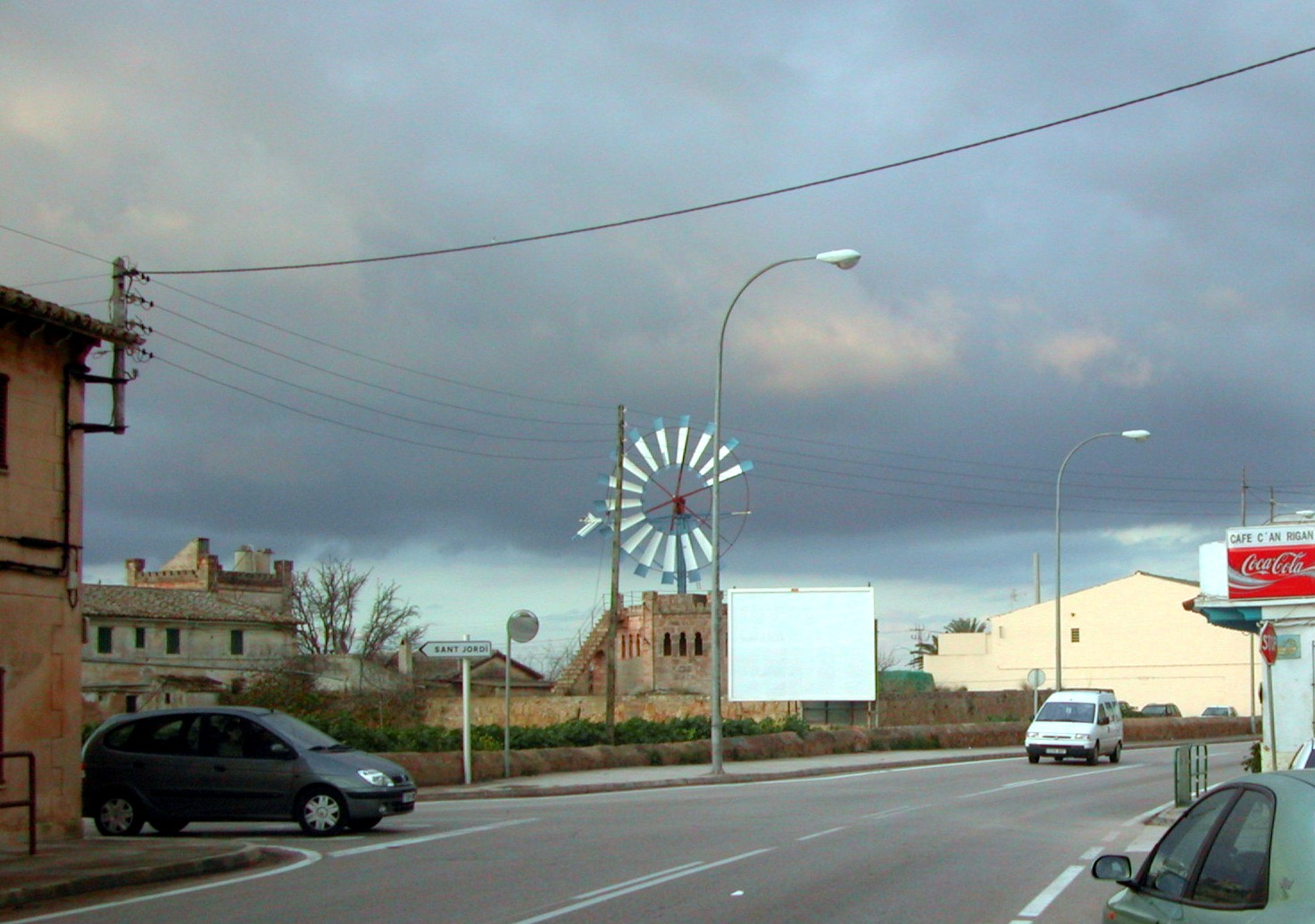
Vista de La Casa Blanca.

La Casa Blanca (en catalán sa Casa Blanca) es un barrio de la ciudad de Palma de Mallorca, en España.
Está situado cerca de San Jorge, del Aeropuerto y de Son Ferriol. Su nombre proviene de un hostal pintado de color blanco, situado en la carretera de Manacor, en el límite de las posesiones de Son Mir, Son Aixaló, Son Cilis y Son Bauzá.
La Casa Blanca tenía, en 1876, 40 hectáreas, la mayoría terreno en el que no era posible el cultivo. Con la desaparición del pantano prosperó el actual núcleo de población, el crecimiento del cual está actualmente condicionado por el aeropuerto y la Carretera de Manacor.
Se accede al barrio a través de la línea 14 de la EMT.